# Distrikt Yaurisque
Der Distrikt Yaurisque liegt in der Provinz Paruro in der Region Cusco in Südzentral-Peru. Der Distrikt wurde am 15. April 1959 gegründet. Er besitzt eine Fläche von 101 km². Beim Zensus 2017 lebten 2057 Einwohner im Distrikt. Im Jahr 1993 lag die Einwohnerzahl bei 3055, im Jahr 2007 bei 2605. Die Distriktverwaltung befindet sich in der 3328 m hoch gelegenen Ortschaft Yaurisque mit 572 Einwohnern (Stand 2017). Yaurisque liegt 13 km nordnordwestlich der Provinzhauptstadt Paruro sowie 17 km südsüdöstlich der Regionshauptstadt Cusco.

## Geographische Lage
Der Distrikt Yaurisque befindet sich im Andenhochland im Nordosten der Provinz Paruro. Der Río Yaurisque entwässert das Areal nach Südwesten zum Río Apurímac.
Der Distrikt Yaurisque grenzt im Westen an den Distrikt Huanoquite, im Norden an die Distrikte Santiago, San Sebastián und San Jerónimo (alle drei in der Provinz Cusco), im äußersten Osten an den Distrikt Lucre (Provinz Quispicanchi), im Südosten an den Distrikt Paruro sowie im Südwesten an den Distrikt Paccaritambo.